# Тифліська губернія
41°43′00″ пн. ш. 44°47′00″ сх. д. / 41.71666666667° пн. ш. 44.78333333333° сх. д.
Тифліська губернія (груз. ტფილისის გუბერნია) — адміністративна одиниця Російської імперії. Відповідала східній частині сучасної держави Грузія.

## Історія
Тифліська губернія була утворена 14 грудня 1846 з Грузино-Імеретинської губернії у складі Тифліського, Горійського, Телавського, Сігнахського, Єлизаветпольского, Еріванського, Нахічеванського і Олександропольского повітів та Горського, Осетинського і Тушино-Пшавов-Хевсурського округів.
У 1849 Еріванський, Нахічеванський і Олександропільский повіти увійшли до складу нової Еріванської губернії.
У 1859 Осетинський округ був приєднаний до Горійського повіту, а Тушино-Пшавов-Хевсурський округ перейменований в Тіонетський округ.
У 1867 утворено Душетський повіт, від Кутаїської губернії приєднано Ахалцихський повіт, а до складу новоствореної Елізаветпольской губернії виділено Елізаветпольской повіт.
У 1874 з частини Ахалцихского повіту був утворений Ахалкалакський повіт, а Тіонетській округ перейменований у Тіонетскій повіт.
Нарешті, в 1880 з частини Тифліського повіту утворений Борчалінській повіт.
У 1918 губернія увійшла до складу Грузинської Демократичної Республіки.

## Географія

### Положення
Займала центральну частину Закавказзя; мала вигляд неправильного многокутника, витягнутого з північного заходу на південний схід. Межувала на півночі та північному сході з Терською та Дагестанською областями, на заході — з Кутаїською губернією, на півдні — з Карською областю та Еріванською губернією, на південному сході та сході — з Єлизаветпольською губернією. Мала площу 39 197 кв. верст (44 607 кв. км).

### Рельєф
Устрій поверхні губернії досить різноманітний: в її межах розміщувались снігові вершини, високі нагір'я та порівняно низовинні рівнини. Понад 50% її території розташовувались на висоті від 2000 до 6000 футів над рівнем моря, а місцевості, що лежали на висоті від 6000 до 10000 футів, складали до 19% її площі.
В орогідрологічному сенсі губернія займала майже виключно басейн середньої та частково верхньої течії річки Кури. Тільки досить невелика частина околиці губернії, що місцями заходила за Головний Кавказький хребет, розташовувалась у верхів'ях Терека та інших річок.
Рельєф поверхні Тифліської губернії складався переважно з гір, що належать до систем Головного Кавказького хребта, Малого Кавказу та більш-менш високих хвилястих рівнин.

### Гідрографія

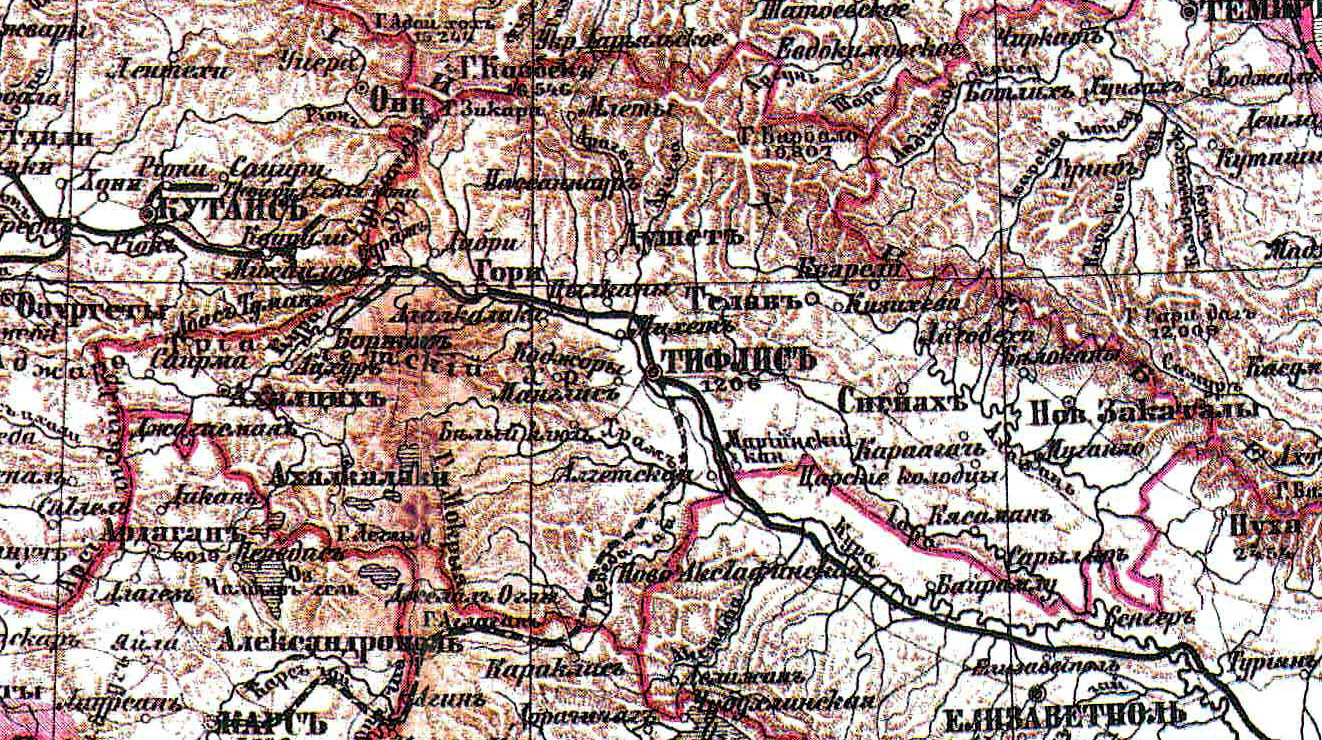
Карта Тифліської губернії з енциклопедії Брокгауза і Єфрона

Майже вся губернія, за винятком тільки найпівнічнішої її околиці, що належить до басейну Верхнього Терека (Терек, Асса, Аргунь) і Сулака (Андійське Койсу), лежала в басейні середньої та частково верхньої течії річки Кури. Всі річки губернії мали характер гірських, окрім Кури, яка має такі властивості тільки у верхній течії.
На озера губернія була небагатою. Найбільш значні з них розташовані на Ахалкалакському плато на висоті 6-7 тисяч футів.

## Клімат
Кліматичні умови губернії внаслідок розмаїття її рельєфу та розміщення над рівнем моря окремих її частин досить різноманітні. Вершини гір і хребти, при підняті трохи вище за рівень вічних снігів, мають майже полярний клімат, натомість порівняно низькі місцевості, розташовані по Курі у південно-східній частині губернії, відзначались м'якою зимою та вкрай спекотним літом.
|            | Висота, м над рівнем моря | Середня температура року | Максимум | Мінімум | Річна кількість опадів, мм |
| ---------- | ------------------------- | ------------------------ | -------- | ------- | -------------------------- |
| Тифліс     | 409                       | 12,6                     | 38,2     | −22,2   | 482,1                      |
| Боржом     | 794                       | 9,8                      | —        | −20,5   | 617,0                      |
| Білий Ключ | 1253                      | 9,6                      | —        | —       | 752,0                      |
| Кобі       | 1972                      | 3,5                      | —        | −28,1   | 1203,3                     |
| Гудаур     | 2210                      | 3,9                      | —        | —23,7   | 1427,5                     |

## Флора
Рослинність губернії була дуже різноманітною. У західній частині значні простори вкриті хвойними лісами з ялин (Рісеа orientalis), сосни (Pinus sylvestris) та піхти (Abies Nordmaniana) з домішками бука, граба й дуба (Quercus sessiliflora). У південній частині губернії були насадження східного дуба (Quercus macranthera). У лісах Ширакського плоскогір'я переважали ялівець (Juniperus foetidissima, excelsa, oxycedrus), фісташник (Pistacia mutica), дуб, в'яз тощо. Невисокі передгір'я були вкриті звичайним східним грабом (Carpinus orientalis), лохом (Eleagnus), каркасом (Celtis), держидеревом (Paliurus), жовтинником (Rhus cotinus, coriaria), ялівцями тощо. Вологі схили Головного Кавказького хребта мають велике розмаїття порід. Окрім дуба, в'яза, тополя та граба, там росли клен (Acer insigne), лапіна (Pterocarya caucasica), вільха, хурма (Diospyros Lotus), горіх (Juglans regia), шовковиця й каштан (Castanea vesca). Верхній горизонт лісів складався зазвичай із горобини, берези, гірського клена (Acer Trautvetteri) й заростів кавказького рододендрона (Rhododendron caucasicum).

## Фауна
Тваринний світ губернії також відзначався розмаїттям. З числа ссавців особливо були поширені: кабан, бурий ведмідь, шакал, барс, рись, гієна, вовк, лисиця, їжак, безліч гризунів, олені, дикі кози, тур, кам'яний козел, джейран тощо. Із земноводних та плазунів часто зустрічались: черепаха, вужі, ящірки, гадюка. З птахів примітні: рожевий шпак, перський соловейко, степовий рябчик, гірська куріпка, фазан, кавказький тетерів, гірська індичка, перепел, гриф, орел, пугач тощо. Найбільш поширені комахи — сарана, скорпіон і дикі бджоли.

## Органи влади

### Адміністративний поділ

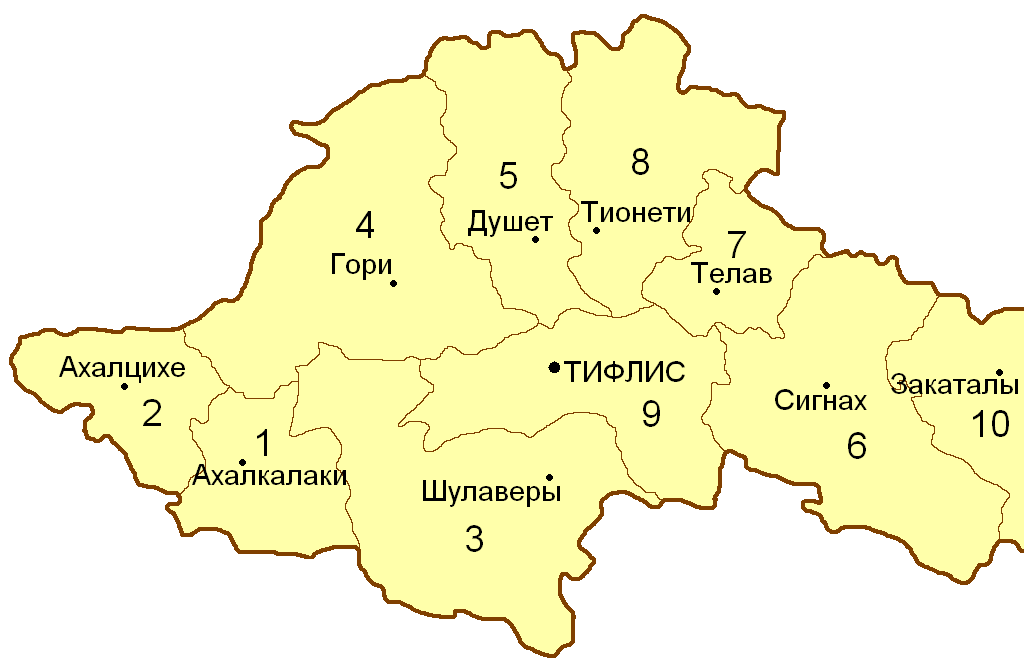
Карта адміністративного поділу Тифліської губернії

Наприкінці XIX століття губернія поділялась на 9 повітів і один округ:
| №  | Повіт               | Повітове місто          | Площа, верст² | Населення (1897), осіб |
| -- | ------------------- | ----------------------- | ------------- | ---------------------- |
| 1  | Ахалкалакський      | Ахалкалакі (5440 осіб)  | 2368,6        | 72 709                 |
| 2  | Ахалцихський        | Ахалцих (15 357 осіб)   | 2259,6        | 68 837                 |
| 3  | Борчалинський       | с. Шулавери (4553 осіб) | 5 938,5       | 128 587                |
| 4  | Горійський          | Горі (10 269 осіб)      | 6033,9        | 191 091                |
| 5  | Душетський          | Душет (2 566 осіб)      | 3 437,9       | 67 719                 |
| 6  | Сигнахський         | Сигнах (8994 осіб)      | 4620,0        | 102 313                |
| 7  | Телавський          | Телав (13 929 осіб)     | 2974,5        | 66 767                 |
| 8  | Тіонетський         | с. Тіонеті (1089 осіб)  | 4256,3        | 34 153                 |
| 9  | Тифліський          | Тифліс (159 590 осіб)   | 3688,4        | 234 632                |
| 10 | Закатальський округ | Закатали (3009 осіб)    | 3544,3        | 84 224                 |

### Губернатори
| Ім'я               | Титул, чин, звання       | Час перебування на посаді |
| ------------------ | ------------------------ | ------------------------- |
| Петро Ковалевський | дійсний статський радник | 10.02.1802—1804           |
| Дмитро Волконський | князь, генерал-лейтенант | 1804—1805                 |
| Петро Литвинов     | дійсний статський радник | 09.01.1806—1807           |
| Федір Ахвердов     | генерал-майор            | 22.10.1807—05.08.1811     |

### Грузинські цивільні губернатори
| Ім'я               | Титул, чин, звання                                                                | Час перебування на посаді |
| ------------------ | --------------------------------------------------------------------------------- | ------------------------- |
| Марк Малинський    | дійсний статський радник                                                          | 05.08.1811—1813           |
| Федір Симонович    | генерал-майор                                                                     | 08.07.1813—1815           |
| Карл Сталь         | генерал-майор, в. п. губернатора на правах військового                            | 06.11.1815—1818           |
| Роман Ховен        | генерал-майор                                                                     | 1818—1829                 |
| Петро Завілейський | дійсний статський радник                                                          | 19.07.1829—1832           |
| Микола Палавандов  | князь, дійсний статський радник, в. п.                                            | 02.02.1832—1837           |
| Михайло Брайко     | генерал-лейтенант, Тифліський військовий губернатор, керував і цивільною частиною | 13.12.1837—1838           |
| Дмитро Ахлестишев  | генерал-майор                                                                     | 09.05.1838—23.02.1840     |
| Олександр Скалой   | генерал-майор, Грузинсько-Імеретинський цивільний губернатор                      | 10.07.1841—1843           |
| Василь Сотніков    | генерал-майор, Грузинсько-Імеретинський цивільний губернатор                      | 08.10.1843—1845           |
| Михайло Жеребцов   | генерал-майор, в. п., Грузинсько-Імеретинський цивільний губернатор               | 12.06.1845—1846           |
| Сергій Єрмолов     | генерал-майор, Грузинсько-Імеретинський цивільний губернатор                      | 08.06.1846—1849           |

### Військові губернатори
| Ім'я             | Титул, чин, звання   | Час перебування на посаді |
| ---------------- | -------------------- | ------------------------- |
| Іван Андронніков | князь, генерал-майор | 06.10.1849—1855           |
| Микола Лукаш     | генерал-майор, в. п. | 19.12.1855—1857           |
| Олександр Капгер | генерал-майор        | 01.01.1858—1860           |

### Губернатори
| Ф. И. О.                                  | Титул, чин, звання                                 | Час перебування на посаді |
| ----------------------------------------- | -------------------------------------------------- | ------------------------- |
| Костянтин Орловський                      | дійсний статський радник                           | 25.03.1860—1876           |
| Максим Остен-Сакен                        | барон, дійсний статський радник                    | 24.05.1876—1877           |
| Костянтин Гагарін                         | князь, дійсний статський радник                    | 08.01.1878—1883           |
| Олександр Гросман                         | генерал-майор                                      | 11.09.1883—1887           |
| Карл Зіссерман                            | дійсний статський радник                           | 12.03.1887—1888           |
| Георгій Шервашидзе                        | князь, статський радник (дійсний статський радник) | 08.12.1888—1897           |
| Федір Биков                               | дійсний статський радник                           | 12.07.1897—15.02.1899     |
| Іван Свєчін                               | гвардії полковник (генерал-майор), в. п.           | 31.03.1899—04.08.1905     |
| Павло Рауш фон Траубенсберг               | барон, дійсний статський радник                    | 04.08.1905—22.09.1907     |
| Михайло Любич-Ярмолович-Лозина-Лозинський | дійсний статський радник                           | 22.09.1902—10.05.1911     |
| Андрій Чернявський                        | колезький радник (статський радник)                | 10.05.1911—1914           |
| Іван Страховський                         | дійсний статський радник                           | 1914—1916                 |
| Олександр Мандрика                        | полковник                                          | 1916—1917                 |

### Губернські предводителі дворянства
| Ім'я                              | Титул, чин, звання                                      | Час перебування на посаді |
| --------------------------------- | ------------------------------------------------------- | ------------------------- |
| Костянтин Багратіон-Мухранський   | князь, генерал-майор                                    | 10.03.1812—1838           |
| Дмитро Орбеліані                  | князь, генерал-майор                                    | 01.01.1839—1855           |
| Іван Джамбакуріані-Орбеліані      | князь, генерал-майор                                    | 03.03.1855—1856           |
| Олександр Джамбакуріані-Орбеліані | князь, флігель-ад'ютант, ротмістр                       | 25.03.1856—1864           |
| Дмитро Кіпіані                    | дійсний статський радник                                | 15.03.1864—1870           |
| Реваз Андронніков                 | князь, генерал-ад'ютант, генерал-лейтенант              | 16.07.1870—1879           |
| Давид Сумбатов                    | князь, генерал-майор                                    | 16.05.1879—1885           |
| Іван Багратіон-Мухранський        | князь, генерал-лейтенант                                | 13.07.1885—1891           |
| Луарсаб Магалов                   | князь, у званні камергера, статський радник             | 13.07.1891—1894           |
| Костянтин Багратіон-Мухранський   | князь, єгермейстер                                      | 14.07.1894—07.10.1900     |
| Давид Меліков                     | князь, на посаді єгермейстера, дійсний статський радник | 21.10.1900—15.01.1906     |
| Георгій Багратіон-Давидов         | князь                                                   | 1906—1913                 |
| Костянтин Абхазі                  | князь, відставний полковник                             | 1913—1917                 |

### Віце-губернатори
| Андрій Десімон        | колезький радник (статський радник) | 1842—1847             |
| Василь Бер            | статський радник                    | 1847—1849             |
| Михайло Колюбакін     | полковник                           | 1849—1858             |
| Костянтин Орловський  | статський радник                    | 16.10.1858—1860       |
| Микола Барановський   | статський радник                    | 25.03.1860—1863       |
| Георгій Властов       | статський радник                    | 14.12.1863—1865       |
| Микола Чавчавадзе     | князь, статський радник             | 10.03.1865—1867       |
| Акім Міцулов          | дійсний статський радник            | 13.01.1868—1869       |
| Михайло Рославлєв     | генерал-майор                       | 23.04.1869—1873       |
| Василь Бєльський      | дійсний статський радник            | 01.09.1873—1884       |
| Георгій Шервашидзе    | князь, колезький радник             | 12.07.1884—1889       |
| Анатолій Чайковський  | дійсний статський радник            | 08.12.1889—04.04.1891 |
| Олександр Алимов      | дійсний статський радник            | 09.05.1891—1892       |
| Володимир Тізенгаузен | граф, дійсний статський радник      | 29.10.1892—20.02.1896 |
| Костянтин Стефанович  | статський радник                    | 19.03.1896—22.01.1901 |
| Володимир Алишевський | колезький радник (статський радник) | 22.01.1901—21.12.1905 |
| Андрій Чернявський    | колезький радник                    | 21.12.1905—10.05.1911 |
| Єрмінігельд Панов     | дійсний статський радник            | 10.05.1911—1917       |

## Навчальні заклади
- Тифліське військове училище
- Тифліська гімназія
- Тифліська духовна семінарія
- Тифліський кадетський корпус
- Тифліська консерваторія
- Тифліська фізична обсерваторія

## Населення

### Національний склад 1897 року[2]
| Повіти               | грузини | вірмени | кавказькі татари | росіяни | осетини | аварці | греки | турки | українці | поляки | німці | євреї | чеченці | даргінці | лезгіни |      |
| -------------------- | ------- | ------- | ---------------- | ------- | ------- | ------ | ----- | ----- | -------- | ------ | ----- | ----- | ------- | -------- | ------- | ---- |
| Губернія в цілому    | 44,3%   | 18,7%   | 10,2%            | 7,5%    | 6,4%    | 3,2%   | 2,6%  | 2,4%  | …        | …      | …     | …     | …       | …        | …       | …    |
| Ахалкалакський повіт | 8,9%    | 72,3%   | 9,0%             | 7,1%    | …       | …      | …     | …     | …        | …      | …     | …     | 1,1%    | …        | …       | …    |
| Ахалцихський повіт   | 17,7%   | 22,0%   | 18,0%            | 2,5%    | …       | …      | …     | 35,1% | …        | …      | …     | …     | 2,0%    | …        | …       | …    |
| Борчалинський повіт  | 6,1%    | 36,9%   | 29,4%            | 6,3%    | …       | …      | 16,6% | …     | …        | …      | 1,9%  | …     | …       | …        | …       | …    |
| Горійський повіт     | 65,0%   | 4,0%    | …                | 2,8%    | 26,2%   | …      | …     | …     | …        | …      | …     | …     | …       | …        | …       | …    |
| Душетський повіт     | 73,4%   | 2,5%    | …                | 1,4%    | 21,4%   | …      | …     | …     | …        | …      | …     | …     | …       | …        | …       | …    |
| Закатальський округ  | 14,7%   | 2,5%    | 34,4%            | …       | …       | 37,6%  | …     | …     | …        | …      | …     | …     | …       | …        | 8,8%    | 1,2% |
| Сігнахський повіт    | 82,9%   | 6,2%    | 5,2%             | 4,3%    | …       | …      | …     | …     | …        | …      | …     | …     | …       | …        | …       | …    |
| Телавський повіт     | 85,9%   | 7,1%    | 2,8%             | 1,0%    | …       | 2,6%   | …     | …     | …        | …      | …     | …     | …       | …        | …       | …    |
| Тіонетський повіт    | 88,7%   | 1,6%    | …                | 1,9%    | …       | …      | …     | …     | …        | …      | …     | …     | …       | 6,2%     | …       | …    |
| Тифліський повіт     | 34,2%   | 24,7%   | 5,9%             | 22,1%   | …       | …      | 1,9%  | …     | 1,5%     | 2,1%   | 2,3%  | 1,4%  | …       | …        | …       | …    |

## Транспорт
Найважливіший шлях сполучення — Закавказька залізниця, що прямувала з північного заходу на південний схід через всю губернію упродовж близько 180 верст. З ґрунтових доріг найважливішим було Військово-Грузинське шосе.

## Символіка

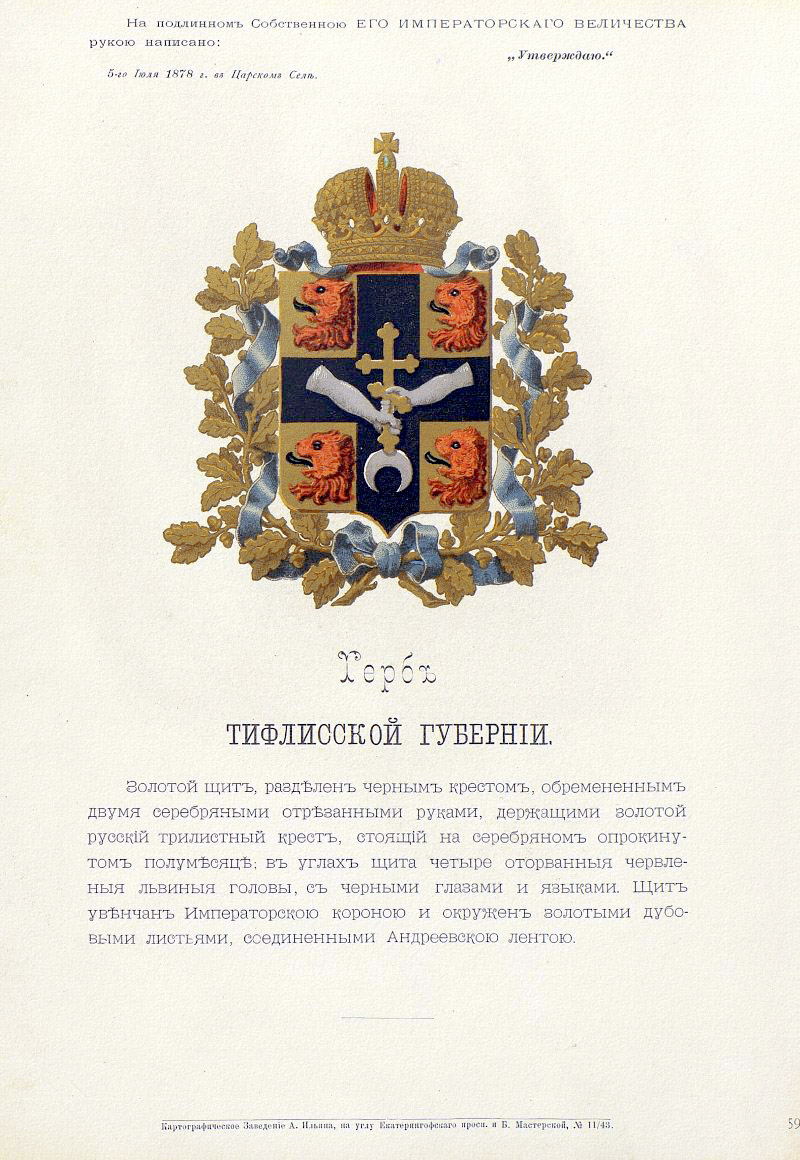
Герб губернії з офіційним описом, затверджений Олександром II (1878)

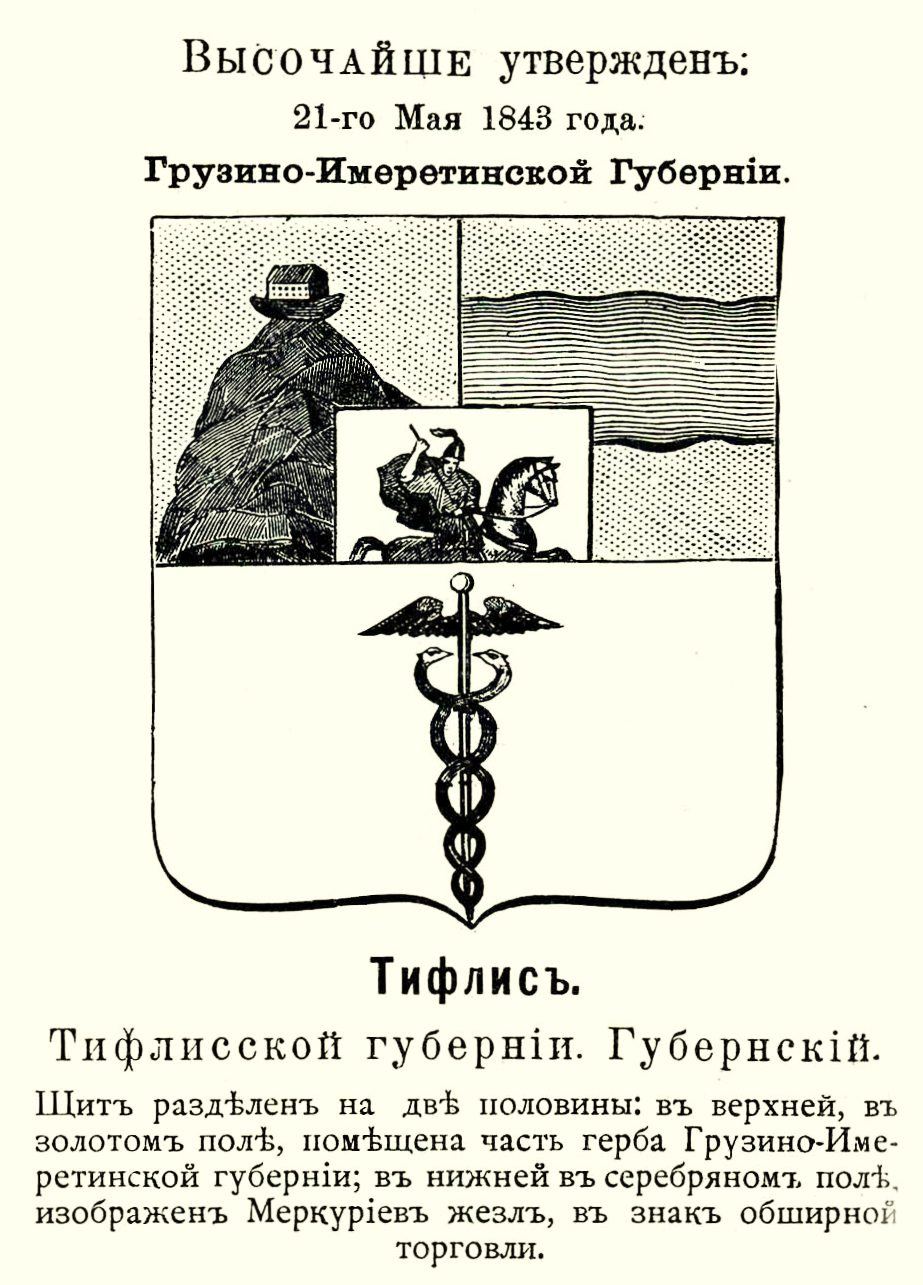
Герб губернського міста Тифліса, 1843

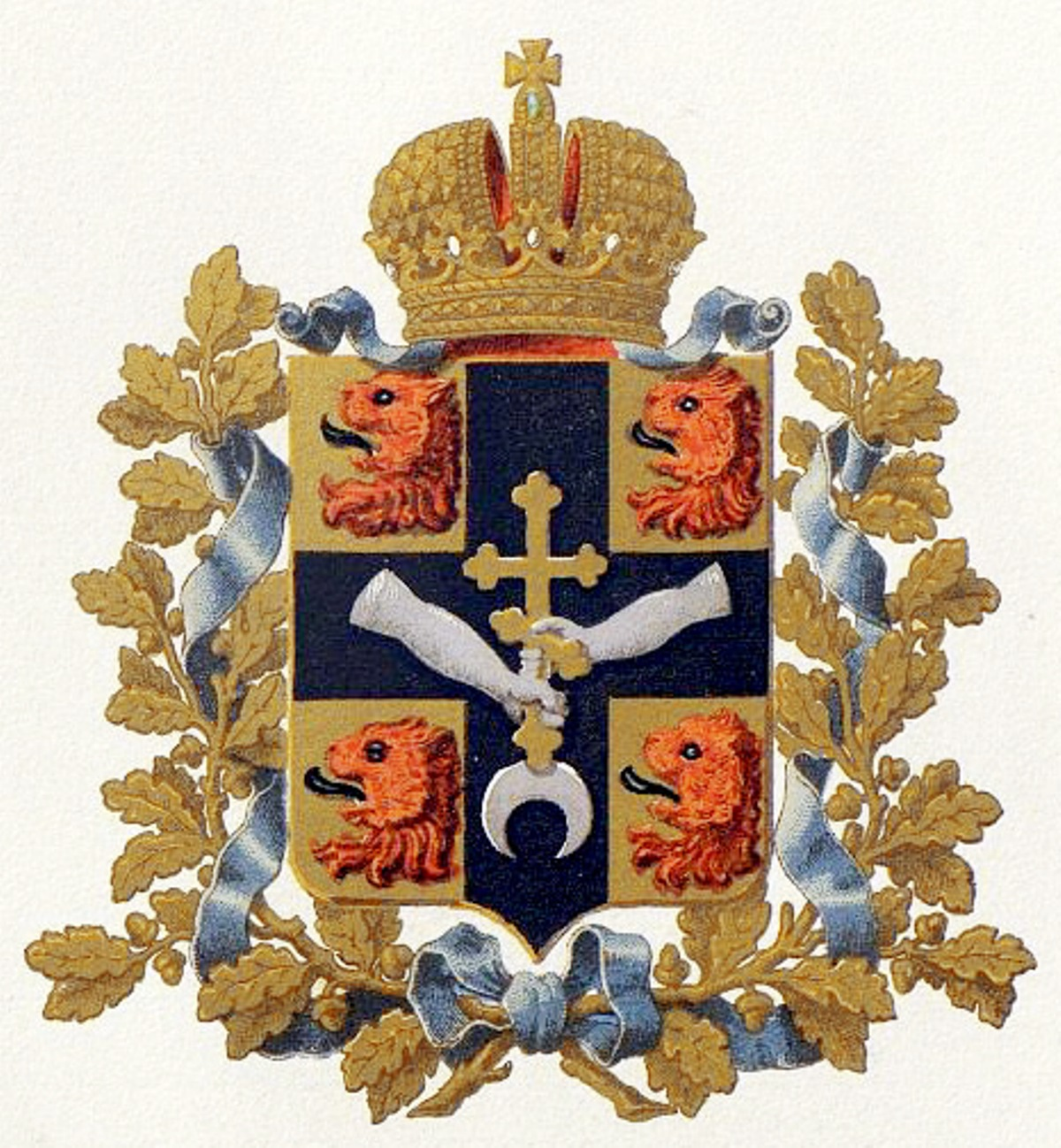
Офіційний герб губернії (вид. МВС, 1880)
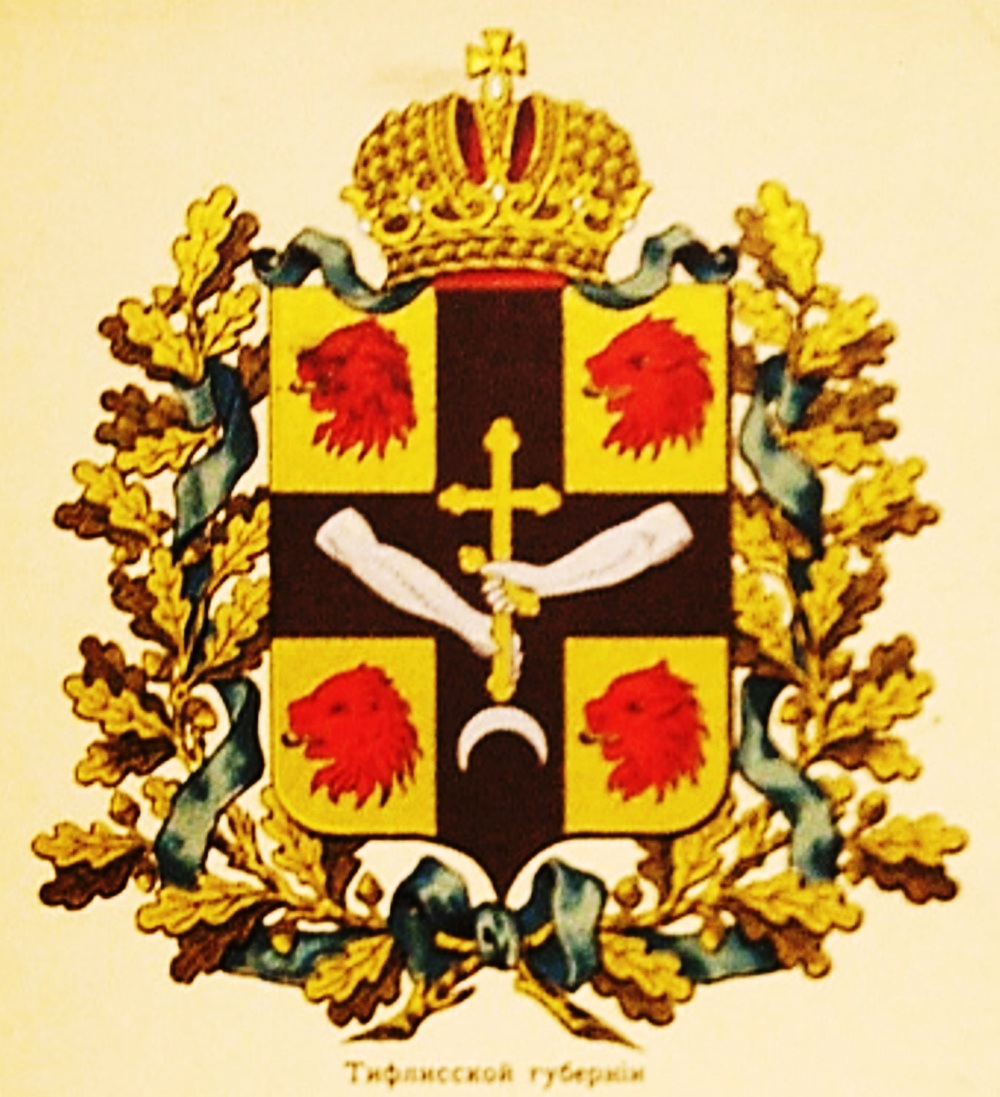
Неофіційний герб губернії (вид. Сукачова, 1878)
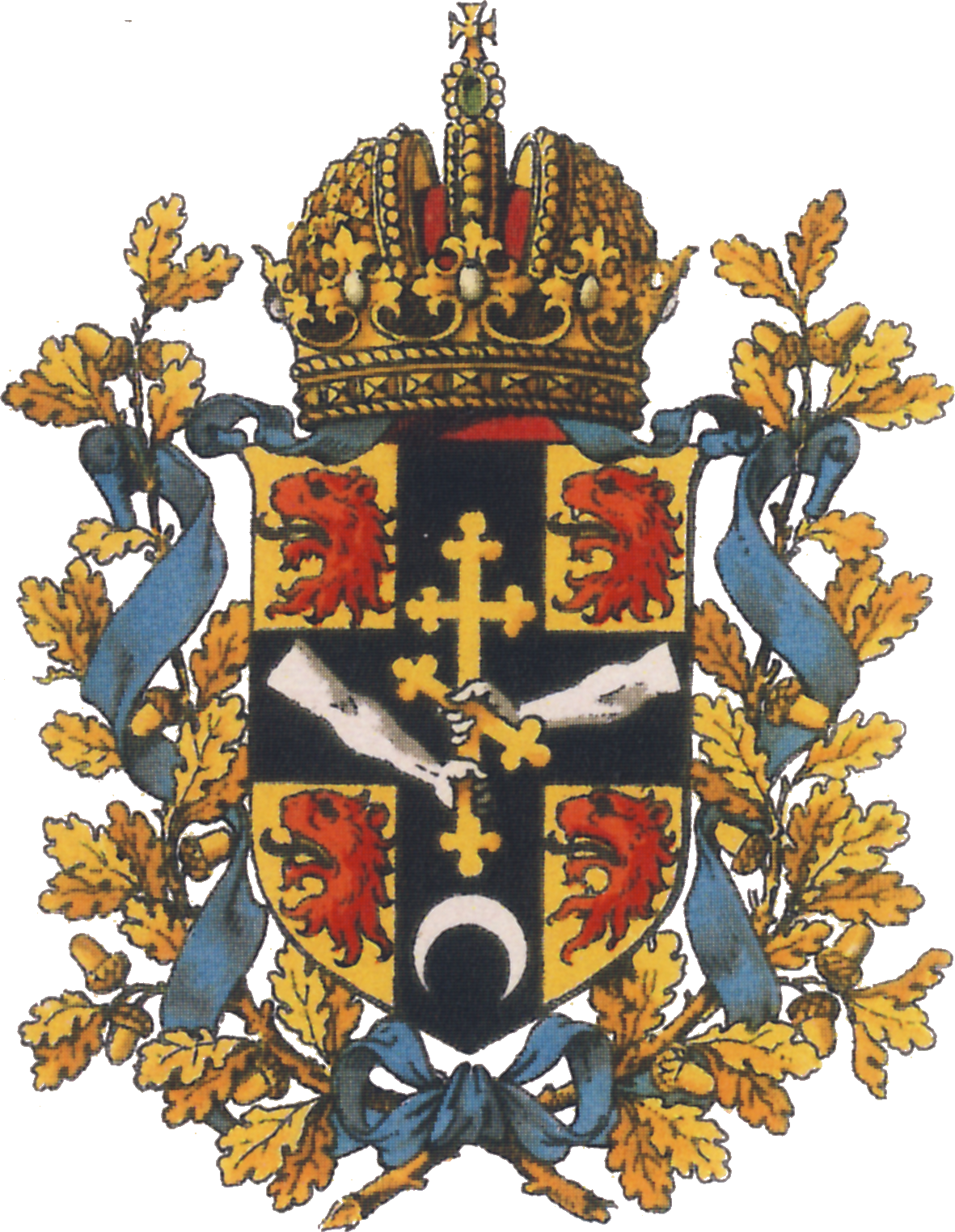
Герб губернії з фантастичною короною (вид. Штрехла, 1899)
Сучасний рисунок герба губернії (2000-ні)